# تشيستر براون
تشيستر براون هو رسام كارتون وسياسي كندي، ولد في 16 مايو 1960 في كندا.